# Jure Kaštelan
Juraj Kaštelan (Zakučac, 1919. december 18. – Zágráb, 1990. február 24.) horvát költő és író volt.

## Élete és pályafutása
Juraj "Jure" Kaštelan 1919. december 18-án született a dalmáciai Zakučac faluban. Általános iskolába Splitben járt, majd beiratkozott a Zágrábi Egyetem bölcsészkarára, de a háború megszakította tanulmányait. 1942-ben csatlakozott a nemzeti felszabadítási mozgalomhoz, és a partizánok sajtójának dolgozott. A háború után szláv nyelvből szerzett diplomát, és a Vjesnik újság riportereként, a Nopok nevű kiadó szerkesztőjeként, majd a Zágrábi Egyetem Művészeti karán a Jugoszláv Irodalom Tanszék adjunktusaként dolgozott. 1956-1958 között a Sorbonne-on tanított szerb-horvát nyelvet. 1957-ben védte meg Antun Gustav Matoš költészetéről szóló disszertációját. Ezt követően a Zágrábi Egyetemen a Bölcsészettudományi Karon irodalomelméletből tartott előadásokat. 1965-ben Vladimir Nazor irodalmi díjjal tüntették ki, 1979-ben pedig a Jugoszláv Tudományos és Művészeti Akadémia tagja lett. 1990-ben halt meg.

## Irodalmi tevékenysége
Kaštelan a huszadik század egyik legjelentősebb horvát költője volt. Első versei 1936-ban és 1937-ben jelentek meg. Első könyve, a „Crveni konj” (A vörös ló) 1940-ben jelent meg Zágrábban, de a rendőrség gyorsan betiltotta és megsemmisítette. Ez a mű olyan forradalmi érzelmeket váltott ki, amelyek a háború előtt a fiatal horvát költők körében terjedtek el. Kaštelan úgy vélte, hogy a költők sem mentesülnek a jobb életért folytatott küzdelemben való részvétel alól. Amikor a háború elkezdődött, csatlakozott a partizánokhoz. Nem meglepő módon Kaštelan korai munkáinak nagy része a háborúhoz kapcsolódó témákkal foglalkozott. A háború kezdete előtt úgy érezte, elveszett gyermekkori emlékeiben és a gyermekkor szépségében, amelyre emlékezni akart, de magukhoz vonzották a forradalom és háború eszméi, valamint a háború bizonytalansága és kiszámíthatatlansága.
A háború alatt „a személyest az általánossal vegyítve" a forradalomról és a partizánharcokról írt. Műveit a szenvedés, a halál, az élet utáni sóvárgás, az idegen megszállás értelmetlen kegyetlenségéről és az egymás közötti viszályról olyan negatív egzisztenciális kijelentések jellemezték, mint a jugoszláv partizánköltészet legdrámaibb sagája, a „Jadikovka kamena” (A kő siralma) című erőteljes és híres költemény (1951). Másrészt, Kaštelan még a háborús vadság közepette is megtalálta a partizán ellenállási mozgalomban a bajtársiasság szellemét, amely egyfajta csillogást hozott kétségbeesésének sötétségébe, és amely legjobb verseit ihlette. Költészete tehát optimista és pesszimista üzenetek keverékét tartalmazza. Például a „Tifusari” (A tífusz áldozatai) ciklus első költeményében megnyugtatja a tífusz áldozatait, hogy bár szenvednek, hamarosan a mennyországban lesznek, míg azok, akik túlélik a háborút, soha nem látják beteljesülni a forradalom reménységét, azaz csapdában és rabszolgaságban maradnak.
Kaštelan költészetének a háború mellett témája a gyermekkoráról és szülőföldjéről való elmélkedés, későbbi művei pedig a modern ember problémáira és az „emberi létről való elmélkedésre” koncentráltak. Egyes kritikusok Kaštelan munkáiban a népköltészet és a szürrealizmus hatását látták, valamint olyan írókét, mint Dragutin Tadijanović, Miroslav Krleža, Federico García Lorca és Walt Whitman. Költészetének azonban egyedi stílusa van. Ezen túlmenően ő hozta be a modernizmus és a jugoszláv szürrealizmus elemeit a horvát költészetbe. Bár Kaštelan leginkább költészetéről ismert, írt egy színdarabot (Pijesak i pjena, Homok és hab; 1958), egy novellagyűjteményt (Čudo i smrt, Csoda és halál),  valamint számos esszét, cikkeket, kommentárokat és a kortárs horvát költőkről szóló kritikákat. Emellett számos kortársának művét szerkesztette.

## Főbb művei

### Költemények
- Crvenji konj (1940)
- Pjetao na krovu (1950)
- Biti ili ne (1955)
- Zvjezdana noć (1956)
- Malo kamena i puno snova (1957)
- Izbor pjesama (1964)

### Színdarabok
- Pijesak i pjena (1958)

### Novellák
- Čudo i smrt (1961)

## Fordítás
Ez a szócikk részben vagy egészben  a   Juraj Kaštelan című angol Wikipédia-szócikk ezen változatának fordításán alapul.  Az eredeti cikk szerkesztőit annak laptörténete sorolja fel. Ez a jelzés csupán a megfogalmazás eredetét és a szerzői jogokat jelzi, nem szolgál a cikkben szereplő információk forrásmegjelöléseként.